# Похиломір (гірнича механіка)
Похиломір (рос. уклономер, англ. inclinometer, нім. Neigungsmessgerät) — у гірництві — маятниковий, рівневий або гідростатичний малогабаритний прилад для керування прохідницькими комбайнами і щитами при проходці виробок під заданим похилом і для контролю за креном цих агрегатів.

## Конструкція та функціонування
Основою маятникового й рівневого П. є відповідно фізичний маятник і циліндричний рівень. Найпростіший маятниковий П. сконструйовано по типу ватерпаса. У рівневому П. циліндричний рівень розташовано на плоскій підставці з можливістю підйому одного з кінців оправи, яка несе покажчик. Установка рівня на заданий похил виконується або по секторній шкалі похилів, нанесеній на вертикальній пластинці, скріпленій з підставкою, або за допомогою мікрометрового ґвинта. Вимірювання і контроль бічного крену здійснюється другим рівнем, розташованим перпендикулярно до першого. П. гідростатичний являє собою гідростатичний рівень з постійною базою між двома сполученими посудинами різного діаметра. У посудину з меншим діаметром поміщено шкалу, градуйовану в тисячних похилу вгору і вниз від нульового штриха. Система заповнюється машинною оливою так, щоб при горизонтальному положенні бази меніск рідини в судині зі шкалою, яка виконує роль покажчика, знаходився на нульовому штриху шкали.